# 東北医学会
東北医学会（とうほくいがくかい、英語: Tohoku Medical Society）は、日本の学術研究団体の一つ。

## 概要
1891年5月設立。学術研究団体としての種別は単独学会である。基礎医学を学術研究領域とし、医学の進歩・発展に寄与することを目的としている。

## 沿革
- 1891年5月 - 東北医学会設立。

## 刊行物

### 東北医学雑誌
- 誌名（和文）：東北医学雑誌
- 誌名（欧文）：Tohoku Igaku Zasshi
- 創刊年：1916
- 資料種別：会議録・要旨集
- 使用言語：日英混在
- 発行形態：印刷体
- 著作権帰属先：-
- クリエイティブコモンズ：-
- 購読：有料